# Beaver
Los Beaver o tsattine son una tribu na-dené, cuyo nombre significaba “pueblo del castor”, o bien Dunne-za (pueblo auténtico), razón por la cual fueron llamados en inglés Beavers (castores). Vivían en zonas montañosas del Norte de Alberta (Canadá).

## Demografía
En 1889 calcularon su número en 800, y en 700 en 1906. En 1980 eran unos 600 individuos, de los cuales 500 hablaban su lengua. Según el EB, en 1970 eran 800. En 2000 había 2.847 en Canadá, y se dividían en diversas reservas:
- En Alberta, Boyer River (755 h), Heart Lake (275 h) y Horse lake (794 h).
- En Columbia Británica, Blueberry River (385 h), Doig River (239 h), Halfway River (221 h) y West Moberly (178 h)

## Costumbres
Se dividían en numerosas bandas independientes y nómadas, cada una con su propio territorio de caza. Cazaban caribúes, gamos, castores y bisontes. En invierno vivían en tipis cubiertos de pieles de los animales que cazaban, y en verano en tipis cubiertos de estopa o bajo cobertizos. Usaban canoas de madera como medio de transporte.
Se sabe poco de su religión y de sus ceremonias. Parece ser que creían en un guardián de los espíritus, y en un “más allá” inconcreto.

## Historia
Hacia 1650 formaban un único pueblo con los sarsi. Llegaron a su territorio en el siglo XVIII presionados por los cree, y se establecieron en el río Peace, donde viven hoy en día. En 1789 los visitó Mackenzie, quien afirmó que hablaban la misma lengua que los chipewyan.
En 1858 se trasladaron cerca de los ríos Peae, Vermilion y el lago Athabasca.
No firmaron ningún tratado con el gobierno canadiense hasta 1974, cuando se asentaron las diversas reservas.

## Enlaces
- Mapa de los Indios de la Costa Noroeste (incluidos los Dunneza o Beaver)